# Diernæs (plaats)
Diernæs is een plaats in de Deense regio Zuid-Denemarken, gemeente Faaborg-Midtfyn. De plaats telt 289 inwoners (2020).
- Library of Congress Control Number: n83239684
- Nationale Bibliotheek van Israël: 987007555223705171
- Virtual International Authority File: 147791072